# 大﨑翔太
大﨑 翔太（おおさき しょうた、1998年1月23日 - ）は、日本の男子プロバスケットボール選手である。ポジションはSF。B.LEAGUEの立川ダイス所属。

## 来歴
島根県浜田市出身。3人兄弟の長男（妹と弟がいる）。妹は女子バレーボール選手の大﨑琴未。地元でバスケットを指導していた父の影響で小学校3年生からミニバスケットボールを始めた。

中学3年の最後の試合で、当時島根スサノオマジックに所属していた山本エドワード選手に声をかけられ、北陸高校へ進学。高校からポジションがセンターからフォワードに変わり、チームの主力として活躍、全国ベスト4に。
中央大学では3年生の時に2部へ降格したが、翌年には再び1部へと昇格を実現させた。
2020年1月10日に特別指定選手として島根スサノオマジックに入団。
ルーキーイヤーとなる2020年は期限付移籍で愛媛オレンジバイキングスに所属。
2021年-2023年も期限付移籍で横浜エクセレンスに所属。
2023年は岩手ビッグブルズに所属。
2024年は徳島ガンバロウズに所属。
2025年は立川ダイスに所属。